# 臧益民
臧益民（1928年—2019年1月21日），男，江苏常州人，中国生理学家，曾任中国人民解放军第四军医大学教授、博士生导师。